# Agnorhiza
Agnorhiza es un género de plantas fanerógamas que pertenecen a la familia Asteraceae.  Comprende 5 especies descritas y aceptadas.

## Taxonomía
El género fue descrito por (Jeps.) W.A.Weber y publicado en Phytologia 85(1): 19. 1998[1999].

## Especies aceptadas
A continuación se brinda un listado de las especies del género Agnorhiza aceptadas hasta mayo de 2014, ordenadas alfabéticamente. Para cada una se indica el nombre binomial seguido del autor, abreviado según las convenciones y usos.
- Agnorhiza bolanderi (A.Gray) W.A.Weber
- Agnorhiza elata (H.M.Hall) W.A.Weber
- Agnorhiza invenusta (Greene) W.A.Weber
- Agnorhiza ovata (Torr. & A.Gray ex Torr. & A.Gray) W.A.Weber
- Agnorhiza reticulata (Greene) W.A.Weber